# Adalbert Müller
Adalbert Müller (* 12. Januar 1802 auf Schloss Furth im Wald; † 13. Oktober 1879 in Regensburg; gebürtig Adalbert Franz Xaver Ernst Johann Nepomuk von Müller) war ein deutscher Schriftsteller und Landeskundler.
Der Sohn eines kurfürstlichen Landrichters wuchs in Passau auf, wohin die Eltern nach der Aufhebung des Landgerichtes im Jahr 1803 übersiedelt waren. Er besuchte dort das Gymnasium und studierte in Landshut und München Jura. Danach widmete er sich der Verwaltung des Familienbesitzes und verfasste 1829 vier erste heimatkundliche Beiträge, genannt Vignetten aus dem Bayerischen Wald.
Er lebte seit 1830 in Regensburg, verkaufte das ansehnliche Anwesen und legte den Adelstitel nieder. Müller erwanderte den Bayerischen Wald, sammelte Totenbrettersprüche, Sagen und volkstümliche Traditionen. Er schrieb Erzählungen und Landschaftsbeschreibungen. Mehrere Jahre war er Redaktionsleiter der Regensburger Zeitung, außerdem Mitarbeiter der Fliegenden Blätter in München.
Zusammen mit dem Architekten Bernhard Grueber, wahrscheinlich aber federführend, verfasste er 1846 das epochale Werk Der bayrische Wald, für das er von König Max II. mit der Goldenen Medaille ausgezeichnet wurde. Es folgte neben weiteren Veröffentlichungen die Mitarbeit bei der Leipziger Illustrierten Zeitung.
1856 verlor er durch eine Bürgschaft für nahe Verwandte große Vermögensteile. Er wurde Schriftleiter des Regensburger Morgenblattes und erhielt eine Stelle als Bibliothekar bei der Thurn und Taxischen Bibliothek St. Emmeran.

## Veröffentlichungen
- 1831: Kurzgefasste Geschichte und Beschreibung der Walhalla und des Marktfleckens Donaustauf
- 1833: Sagen und Legenden der Bayern in einer Reihenfolge von Romanen und Balladen
- 1838: Ehrenhalle der Menschheit
- 1838: Donaustauf und Walhalla (zahlreiche weitere Auflagen, 6. Auflage Regensburg 1844)
- 1839: Die Biene (Sammlung von Erzählungen, Märchen und Sagen)
- 1839–41: Die Donau vom Ursprung bis zu den Mündungen, 2 Bände
- 1842: Geschichte von Furth im Wald
- 1844: Die Merkwürdigkeiten der Kön. bayerischen Kreishauptstadt Regensburg
- 1845: Kelheim und die Befreiungshalle
- 1846: Der bayrische Wald (Böhmerwald) (mit Bernhard Grueber)
- ca. 1850: Das Gebet des Herrn. Acht Arabesken
- 1856: Die Donau von der Einmündung des Ludwigskanals bis Wien
- 1860: Allgemeines Martyrologium oder vollständiger Heiligenkalender der katholischen Kirche, enthaltend die kurzen Lebensskizzen aller in den Haupttheil des Römischen Martyrologiums aufgenommenen Heiligen und Seligen
- 1863: Kurzgefaßte Geschichte und Beschreibung der Walhalla und des anliegenden Marktfleckens Donaustauf
- 1869: Ernst und Scherz (Sammlung seiner belletristischen Artikel)